# Stjärnborstskål
Stjärnborstskål (Cheilymenia stercorea) är en svampart som först beskrevs av Christiaan Hendrik Persoon, och fick sitt nu gällande namn av Jean Louis Emile Boudier 1907. Stjärnborstskål ingår i släktet Cheilymenia och familjen Pyronemataceae.  Arten är reproducerande i Sverige. Inga underarter finns listade i Catalogue of Life.

## Bildgalleri

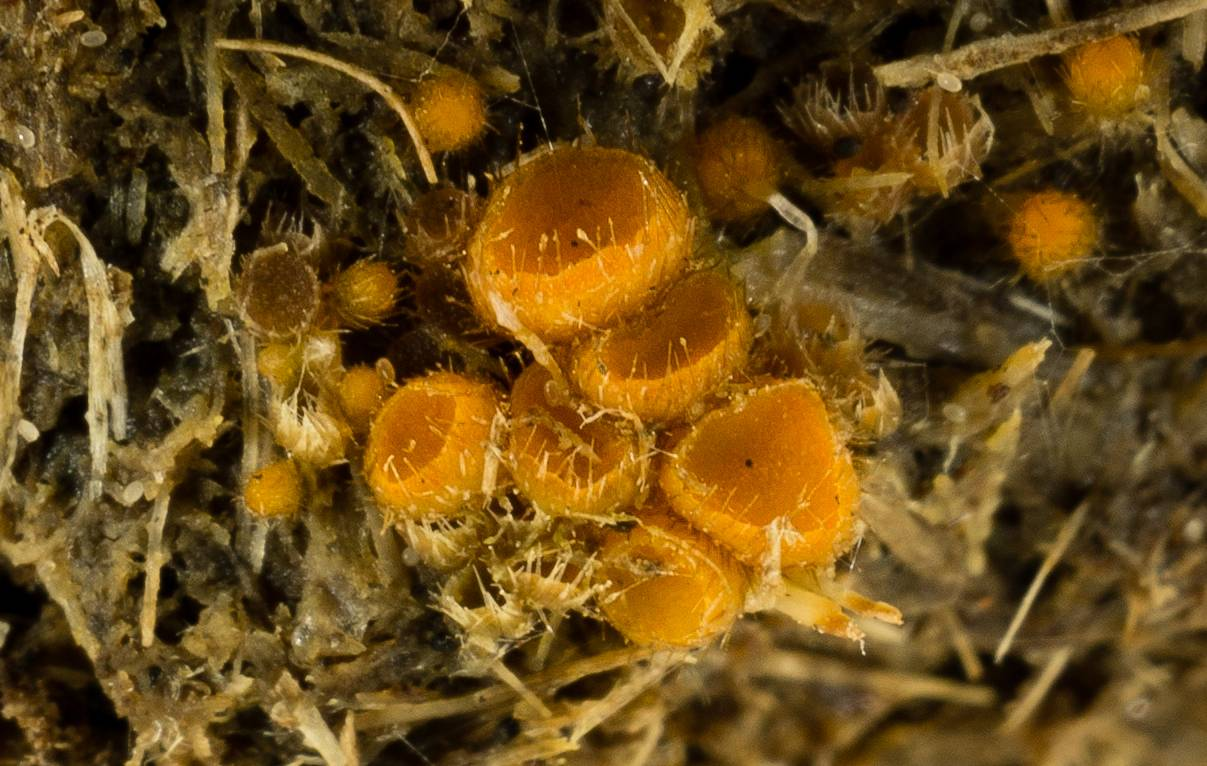